# Оковы (буддизм)
В буддизме считается, что ментальные оковы или цепи (пали samyojana) привязывают чувствующее существо к сансаре, круговороту жизни, сопряжённому со страданием (дуккхой). Разрушив оковы можно достигнуть ниббаны.

## Оковы страдания
В палийском каноне слово «оковы» используется для описания интрапсихического феномена, связывающего человека со страданием. Например, в Итивуттаке 1.15 Кхуддака Никаи Будда утверждает:
Монахи, я не вижу каких-либо иных оков помимо жажды, скованные которыми, существа продолжают блуждать и скитаться [в круговерти перерождений] в течение долгого-долгого времени
В Коттхита сутте СН 35.232, где Шарипутра беседует с Коттхитой, страдание описано более технически:
«Друг Сарипутта, глаз является путами для форм или же формы являются путами для глаза? Ухо  является путами для звуков или же звуки являются путами для уха? Нос… Язык… Тело… Ум?»
«Друг Коттхита, ни глаз не является путами для форм, ни формы не являются путами для глаза. Но желание и жажда, которые возникают там в зависимости от обоих – вот где здесь путы. Ни ухо...  Ни нос… Ни язык… Ни тело… Ни ум не является путами для ментальных феноменов, ни ментальные феномены не являются путами для ума. Но желание и жажда, которые возникают там в зависимости от обоих – вот где здесь путы.

## Списки оков
| Стадия «плода»         | Разрушенные оковы | Разрушенные оковы | Перерождений до окончания страданий           |
| Вошедший в поток       | 1. Воззрение о существовании Я 2. Сомнение в Будде 3. Цепляние к правилам и предписаниям                                  | нижние оковы      | до 7 перерождений в мире людей или на небесах |
| Однажды возвращающийся | 1. Воззрение о существовании Я 2. Сомнение в Будде 3. Цепляние к правилам и предписаниям                                  | нижние оковы      | одно перерождение в мире людей                |
| Не возвращающийся      | 4. Чувственное желание 5. Недоброжелательность                                                                            | нижние оковы      | одно перерождение на небесах (Чистые земли)   |
| Архат                  | 6. Жажда к перерождению в мире форм 7. Жажда к перерождению в мире без форм 8. Самомнение 9. Неугомонность 10. Невежество | высшие оковы      | нет перерождения                              |

Списки оков в Сутта-питаке и Абхидхамма-питаке отличаются.

### Список десяти оков Сутта-питаки
Сутта-питака палийского канона определяет десять «оков становления»:
1. воззрение о существовании Я (саккая-диттхи, пали sakkāya-diṭṭhi)[7];
2. сомнения или неуверенность, особенно в пробуждении Будды (вичикиччха, пали vicikicchā)[8];
3. привязанность к обрядам и ритуалам (силаббата-парамаса, пали sīlabbata-parāmāsa)[9];
4. чувственное желание (камаччхандо, пали kāmacchando)[10][11];
5. недоброжелательность (вьяпада, пали vyāpāda)[12][13][14][15];
6. жажда материального существования, жажда материального возрождения (рупарага, пали rūparāga)[14][15][16];
7. жажда нематериального существования, жажда перерождения в мире без форм (арупарага, пали arūparāga)[12][14][15][16];
8. тщеславие (мана, пали māna)[12][14][15][17];
9. беспокойство (уддхачча, пали uddhacca)[12][14][15][18];
10. невежество (авидджа, пали avijjā)[12][14][15][19].

Как указано в таблице выше, в Cутта-питаке первые пять оков упоминаются как «низшие оковы» (пали orambhāgiyāni saṃyojanāni), которые разрушаются по достижении стадии анагамина; последние пять названы «высшими оковами» (пали uddhambhāgiyāni saṃyojanāni), которые разрушены у архата.

### Три оковы
Три оковы, упомянутые в Сангити Сутте ДН 33 и Дхаммасангани (1002—1006), соответствуют трём первым из десяти оков, входящих в список Сутта-питаки:
1. вера в Я (пали sakkāya-diṭṭhi)
2. сомнение (пали vicikicchā)
3. привязанность к обрядам и ритуалам (пали sīlabbata-parāmāsa)

Согласно Канону, эти три оковы разрушены у вошедшего в поток и однажды возвращающегося.

### Список десяти оков Абхидхаммы-питаки
В Дхаммасангани Абхидхамма-питаки (1113—1134) представлен альтернативный список из десяти оков, также встречающихся в Ниддесе Кхуддака-никаи (НД2 656, 1463) и в пост-канонических комментариях:
1. чувственное вожделение (пали kāma-rāga)
2. гнев (пали paṭigha)
3. тщеславие (пали māna)
4. воззрения (пали diṭṭhi)
5. сомнение (пали vicikicchā)
6. привязанность к обрядам и ритуалам (пали sīlabbata-parāmāsa)
7. жажда существования (пали bhava-rāga)
8. зависть (пали issā)
9. жадность (пали macchariya)
10. невежество (пали avijjā).

В комментарии упоминается, что воззрения, сомнения, привязанность к обрядам и ритуалам, зависть и жадность отбрасываются на первом этапе Пробуждения (пали sotāpatti); грубое чувственное вожделение и гнев на второй стадии (пали sakadāgāmitā), а их тонкие формы на третьей стадии (пали anāgāmitā); тщеславие, жажда существования и невежество разрушаются на четвёртой и последней стадии (пали sakadāgāmitā).

### Оковы, связанные с делами домохозяев
В Поталия сутте MN 54 выделено восемь оков (включая три, упомянутых в Пяти священных заповедях), отказ от которых «ведет к прекращению ведения дел» (пали vohāra-samucchedāya saṃvattanti):
1. Убийство (IAST: pāṇātipāto)
2. Воровство (IAST: adinnādānaṃ)
3. Ложная речь (IAST: musāvādo)
4. Клевета (IAST: pisunā)
5. Вожделение и жадность (IAST: giddhilobho)
6. Отвращение (IAST: nindāroso)
7. Гнев и злоба (IAST: kodhūpāyāso)
8. Тщеславие (IAST: atimāno)

## Оковы индивидуальности
Следующие оковы являются первыми тремя из десяти упомянутых в списке Сутта-питаки и соответствуют оковам, перечисленным в Сангити сутте Абхидхаммы-питака (ДН 33, Дхаммасангани 1002). Как указано ниже, устранение этих трёх оков является каноническим показателем того, что человек необратимо утвердился на пути к Просветлению.

### Вера в Я
IAST: Sakkāya-diṭṭhi — этимологически IAST: kāya означает «тело», IAST: sakkāya — «существующее тело», а IAST: diṭṭhi — «взгляд» (здесь подразумевается неправильное воззрение, примеры которого представлены в таблице ниже).
В целом, вера в индивидуальное Я относится к вере в то, что в той или иной скхандхе есть неизменная сущность, атта.

С Саббасава сутте МН2 Будда описывает «оковы взглядов» следующим образом: 
Вот как человек немудро направляет внимание: «Был ли я в прошлом?.. Буду ли я в будущем?.. «Есть ли я? Что я? Каков я? Откуда взялось это существо? Куда оно уйдёт?
Когда он подобным образом немудро направляет внимание, одно из шести воззрений возникает в нём: «я существует у меня»... «Именно это моё «я» говорит и чувствует и переживает здесь и там результаты хороших и плохих деяний. Но это моё «я» является постоянным, бесконечным, вечным, не подвержено изменениям, будет таким всю вечность».

### Сомнение
В общем, «сомнение» (vicikicchā) относится к сомнению в учении Будды, Дхамме (альтернативные учения современников Будды представлены в соседней таблице.)
В частности, в Тисса сутте СН 22.84 Будда прямо предостерегает от неуверенности в отношении Благородного Восьмеричного пути, который описывается как правильный путь к Ниббане, уводящий от невежества, чувственного желания, гнева и отчаяния.

### Привязанность к обрядам и ритуалам
Sīlabbata-parāmāso — шила относится к «моральному поведению», вата (или бата) к «религиозному долгу, соблюдению, обряду, практике, обычаям», а парамаса — к «привязанности» или «распространению вредных идей» и в Дхамме имеет коннотацию «неправильного обращения». В целом sīlabbata-parāmāso можно перевести как «чрезмерное распространение правил и ритуалов, слепое увлечение благочестивыми делами и заблуждение, что их одних достаточно» или, проще говоря, «впадение в приверженность предписаниям и правилам».
В то время как оковы сомнения можно рассматривать как относящиеся к конкурирующим с Дхармой учениям современных Будде шраманов, оковы, связанные с обрядами и ритуалами, вероятно, относятся к некоторым практикам авторитетных брахманов, которые жили во времена Будды.

## Разрушение оков
В Махамалункья сутте МН 64 Будда утверждает, что путь к освобождению от пяти низших оков (то есть первых пяти из вышеупомянутых десяти оков) лежит через совокупное достижение дхьяны и прозрение випассаны. В Саньйоджанапахама сутте СН 35.54 Будда заявляет, что человек отбрасывает оковы, «когда он знает и видит … как непостоянное (пали anicca) двенадцать чувственных основ (пали āyatana), связанных с ними шести чувственных сознаний (пали viññaṇa), и возникающий в результате контакт (пали phassa) и ощущения (пали vedanā)».
Палийский канон традиционно описывает разрубание пут в виде четырёх этапов :
- индивид отбрасывает первые три оковы (пали tīṇi saŋyojanāni), становясь «входящим в поток» (сотапанна);
- индивид отбрасывает первые три оковы и значительно ослабляет следующие две, становясь «единожды возвращающимся» (сакадагами);
- индивид отбрасывает первые пять оков (пали orambhāgiyāni samyojanāni), становясь«невозвращающимся» (анагамин);
- индивид отбрасывает все десять оков, становясь стать архатом[28].

## Связь с другими основными концепциями
В буддийском учении накопление неблагих качеств ума считается одной из основных причин продолжения цикла сансары и страданий, испытываемых живыми существами. Эти неблагие качества, к которым относят и 10 оков, делят на различные группы, которые, как считается, действуют на разных уровнях сознания. Есть три неблагих корня (акусала мула), лежащих в основе всех неблагих действий телом, речью и умом — жажда, ненависть и неведение. Четыре асавы, ментальных порока, известны как протечки или брожение: склонность к чувственным наслаждениям, непрерывному существованию, к заблуждению и к ложным взглядам. К неблаготворным умственным состояниям или препятствиям (панча ниварана) относятся: чувственное желание, злоба, лень и апатия, беспокойство и неудовлетворенность и сомнение.
Для сравнения, в традиции Тхеравады оковы обременяют несколько жизней и их трудно разрушить, а препятствия носят временный, преходящий характер. Омрачения охватывают все загрязнения ума, включая оковы и препятствия.